# 村瀬継太
村瀬 継太（むらせ けいた、1994年7月28日 - ）は、日本の俳優である。東京都出身。所属事務所はテアトルアカデミー・劇団コスモス。

## 出演

### 映画
- 13通の手紙 - 少年B 役
- DIVE!!（2008年6月、角川映画）吉田幸也 役
- インプリント〜ぼっけえ、きょうてえ〜（2006年）

### テレビドラマ
- 成りあがり（2002年、フジテレビ系）ケン太 役
- 東京抜け道ガール 第2話（2002年2月、日本テレビ系）太郎 役
- 女と愛とミステリー 昆虫巡査・向坊一美の事件日誌（2002年8月7日、テレビ東京）佐山昭太 役
- 土曜ワイド劇場 ぽっかや（温泉医）事件カルテ4〜信州編〜（2004年1月17日、テレビ朝日）倉本健介 役
- 火曜サスペンス劇場 箱根湯河原温泉交番（2005年4月26日、日本テレビ系）堤雄一 役
- 月曜ミステリー劇場 税務調査官・窓際太郎の事件簿13（2005年9月26日、TBS）栗原勇気 役
- 西遊記 第11話（2006年3月20日、フジテレビ）
- 土曜ワイド劇場 火災調査官・紅蓮次郎6 山が三度燃える!?空飛ぶロウソク発火事件!どうしても消えない花火と女社長の紅い罠（2006年4月22日、テレビ朝日）シンジ 役
- 連続テレビ小説 純情きらり（2006年、NHK）高島キヨシ（少年期） 役
- 恋する日曜日 第3シリーズ「忘れ路の面影」（2007年、BS-i）下村直人 役
- 女王の教室SP

### CM
- ベネッセ『進研ゼミ小学講座』
- P&G『ファブリーズ』
- ミツカン『金のつぶ』 小坊主篇
- 秋本食品『あとひき大根』
- セイカノート『らくがきんちょ』
- 明治製菓『カルキング』
- 東洋羽毛 50th
- 花王『クリアクリーン』『リセッシュ』
- カルビー『さやえんどう』
- イオン『総力祭』告知PR

### 舞台
- 質屋の女房（帝国劇場）町の子供 役
- 新・近松心中物語（日生劇場）長松 役
- 口八丁手八丁（帝国劇場）幸介役
- ちゃんの肩ぐるま（新橋演舞場）三平 役